# 震災婚
震災婚（しんさいこん）は、行われている結婚の形態の一つ。これは震災が発生したということをきっかけとして行われた結婚。2011年に発生した東日本大震災の際には、これをきっかけとして結婚に対する希望が生じるとともに、結婚をすることとなった人が存在している。東日本大震災の際には死に対する恐怖から、相手の年収などということを考えずに共に暮らす者を求めるということになったことから、多くの独身は結婚に向けて動き出すようになったということである。